# Echinopsis atacamensis
Pour les articles homonymes, voir Cardon (homonymie).
Espèce
Statut de conservation UICN

 NT  : Quasi menacé
Echinopsis atacamensis (synonyme: Trichocereus pasacana) est une espèce de plantes à fleurs de la famille des Cactaceae (les cactus) originaire d'Amérique du Sud (nord de l'Argentine), où il est appelé cardón.

## Distribution
C'est une plante endémique des régions de Catamarca, Jujuy, La Rioja, Salta et San Juan en Argentine ; de Oruro, Potosí et Tarija en Bolivie ; de San Pedro de Atacama au Chili.

## Description
Ce cactus est une plante vivace qui présente des tiges colonnaires vertes qui peuvent atteindre 10 mètres de hauteur. Ses aiguilles, nombreuses, mesurent de 4 à 14 centimètres de longueur.
Ses fleurs sont blanches.

## Utilisation
Le bois du cardón est couramment utilisé dans le nord-ouest argentin dans la construction de bâtiments (église de Cachi). On en fait aussi des portes et des meubles.

## Galerie

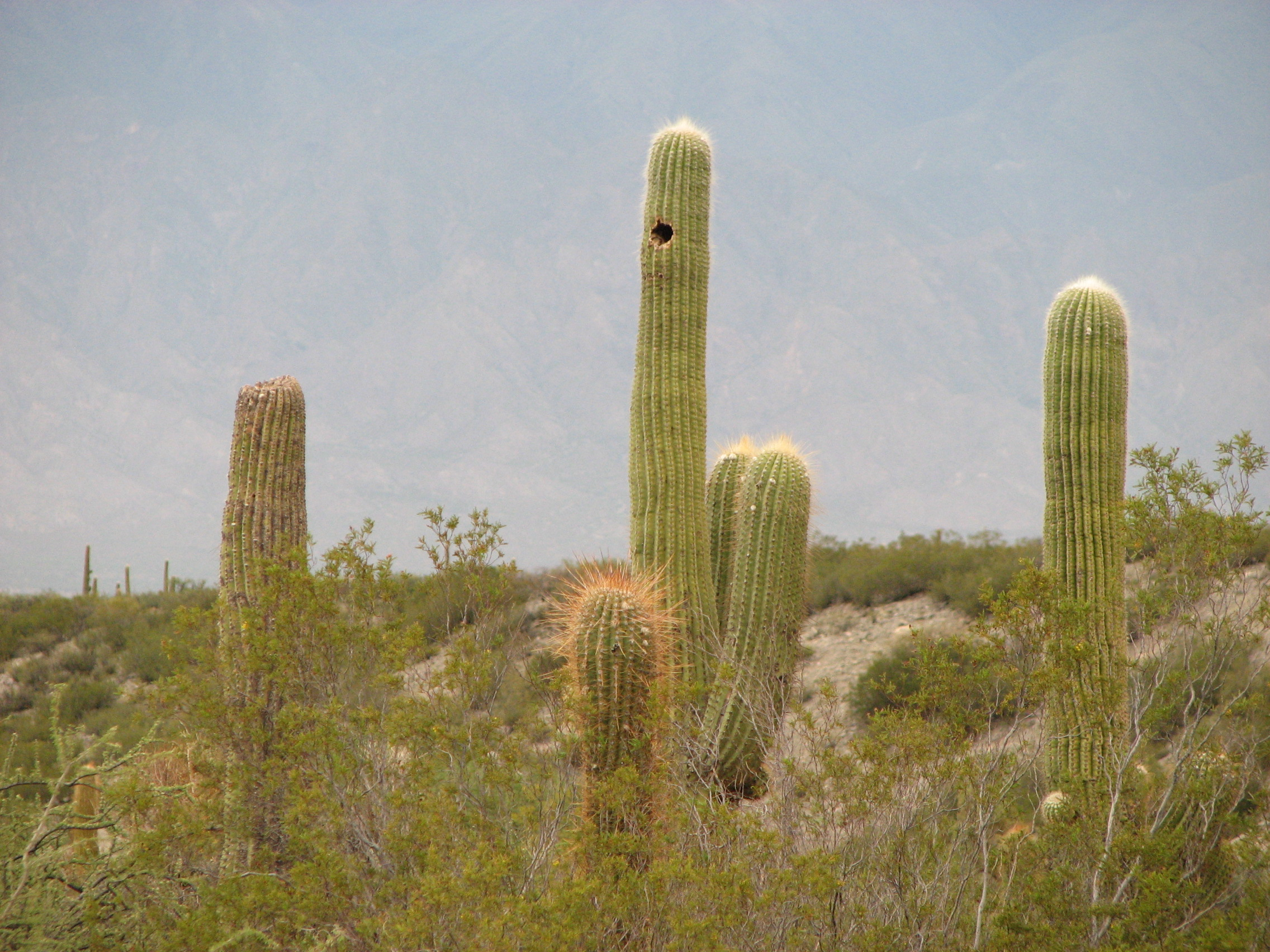
Cardones dans la région de Cafayate
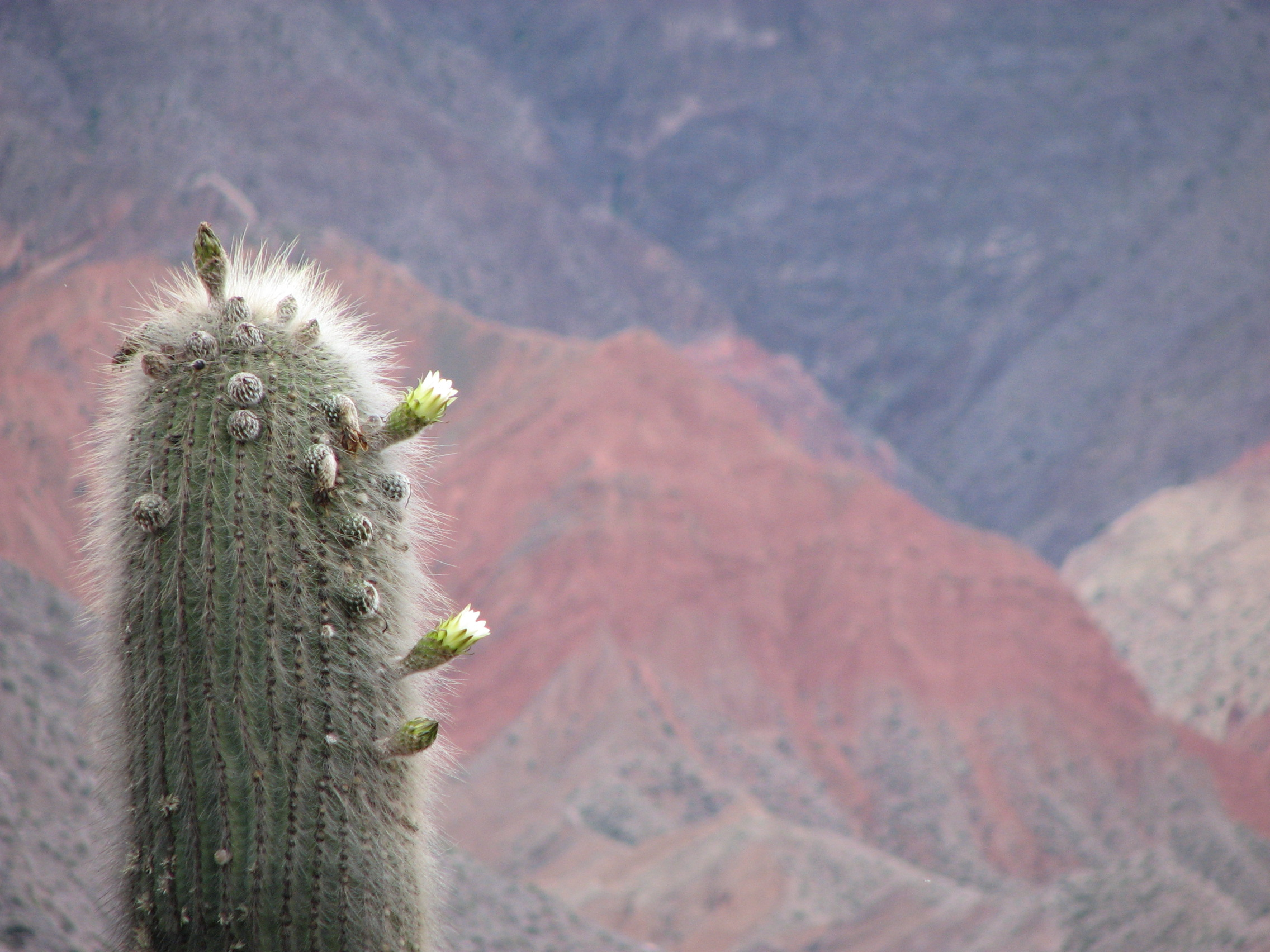
Fleurs de cardón à Tilcara